# Turburea (okręg Ardżesz)
Turburea – wieś w Rumunii, w okręgu Ardżesz, w gminie Corbeni. W 2011 roku liczyła 122 mieszkańców.